# Rainer Podeswa
Rainer Podeswa (* 16. Februar 1957 in Gelsenkirchen) ist ein deutscher Politiker der Alternative für Deutschland (AfD). Von 2016 bis 2023 war er Abgeordneter im Landtag von Baden-Württemberg.

## Leben
Podeswa entstammt einer Arbeiterfamilie. Nach dem Abitur 1976 am Städtischen Gymnasium Bochum-Wattenscheid begann Podeswa eine Ausbildung für Anwärter des gehobenen Dienstes im Polizeivollzugsdienst von Nordrhein-Westfalen, welche er jedoch nach weniger als einem Jahr wieder abbrach. Danach studierte er an der Universität zu Köln Physik und Betriebswirtschaftslehre. 1987 wurde er zum Dr. rer. nat. promoviert.
Anschließend arbeitete er in Deutschland, Frankreich und Mexiko mehrere Jahre für Siemens. Ab 1995 war er Vorstandsmitglied für Vertrieb sowie Forschung und Entwicklung bei Beru im baden-württembergischen Ludwigsburg. Im Zuge eines Sparprogramms nach der Übernahme Berus durch BorgWarner verließ er das Unternehmen Ende 2007. Seitdem arbeitete er in Geschäftsführungen mehrerer Unternehmen und ist als Unternehmensberater tätig.
Podeswa ist seit 1984 verheiratet und hat zwei Kinder. Er wohnt in Ilsfeld.

## Politik
Podeswa ist Mitglied der Alternative für Deutschland. Er wurde bei der Landtagswahl in Baden-Württemberg 2016 mit 18,2 Prozent der Stimmen über ein Zweitmandat im Wahlkreis Heilbronn in den Landtag von Baden-Württemberg gewählt. Im September 2016 wurde Podeswa zu einem von vier stellvertretenden Fraktionsvorsitzenden gewählt. Am 9. Januar 2019 trat er von diesem Amt zurück.
Bei der Landtagswahl 2021 trat Podeswa nicht mehr im Wahlkreis Heilbronn an, sondern im Wahlkreis Eppingen, wobei er sich bei der Nominierung gegen den bisherigen AfD-Mandatsträger Thomas Axel Palka durchsetzte. Er konnte auch in diesem Wahlkreis ein Zweitmandat erringen und zog erneut in den Landtag ein. Podeswa wurde, neben Hans-Jürgen Goßner und Udo Stein, am 10. Januar 2023 als einer von drei stellvertretenden Fraktionsvorsitzenden in seinem Amt bestätigt.
Mit Ablauf des 31. August 2023 legte Podeswa sein Landtagsmandat aus gesundheitlichen Gründen nieder. Für ihn rückte Dennis Klecker in den Landtag nach.
Podeswa war Mitglied des Kuratoriums der Landeszentrale für politische Bildung.

## Positionen
Podeswa nimmt innerhalb der AfD-Fraktion Aufgaben im Bereich von Haushalt und Finanzen wahr. Er gehört im Landtag u. a. den Ausschüssen „Finanzen & Haushalt“, „Landentwicklung und Wohnen“, „Innere Sicherheit“ sowie „Umwelt und Energie“ an.
Er gehörte zu den Antragstellern, die im Juli 2022 das Wiederkaufsrecht landeseigener Grundstücke und die Entwicklung der Rechtsaufsicht der Landesregierungen über den Südwestrundfunk sowie den dort praktizierten Jugendschutz in Frage stellten.
Er äußerte sich bei seiner Kandidatenvorstellung auf dem Landesparteitag 2015 auf die Frage nach seiner Haltung zum Gender-Mainstreaming wie folgt: „Die Gender-Ideologie ist der geistige Ausfluss von Spinnern mit einem kommunistischen Heile-Welt-Bild, welches selbst Karl Marx nicht verstanden hätte.“
Ende 2017 unterstützte er auf dem AfD-Bundesparteitag einen Antrag des wegen seiner antisemitischen und antizionistischen Traktate in die Kritik geratenen Abgeordneten Wolfgang Gedeon, demzufolge der Begriff des „sekundären Antisemitismus“ ein „ideologischer Kampfbegriff“ sei, der der Diffamierung politischer Gegner und der Einschüchterung der Öffentlichkeit diene und der daher abgelehnt werden solle. Bezüglich der Haltung zu Israel sprach sich Podeswa in einer Resolution 2017 gemeinsam mit Gedeon und anderen AfD-Landtagsabgeordneten dafür aus, dass die AfD eine Unterstützung der (vielfach als antisemitisch eingestuften) Kampagne Boycott, Divestment and Sanctions in Erwägung ziehen solle.